# 宮坂亜里沙
宮坂 亜里沙（みやさか ありさ、1994年2月9日 - ）は、日本の元女性ファッションモデル、元女優、プログラマ、デザイナー、アートディレクター。広島県広島市出身（生まれは大阪府）。

## 略歴
2007年、ローティーン向けファッション雑誌『ピチレモン』（学研）の第15回ピチモオーディションでグランプリを受賞。同年5月より専属モデルとして活動。同期には蒲田華恵と清野菜名がいた。2010年10月号で卒業した。同年11月、大学受験に専念するため芸能活動を休止。大学入学後に芸能活動を再開し、大学卒業を機に芸能界を引退した。
2023年3月21日、結婚を発表。

## 人物
- 好きな食べ物は寿司[1]。
- 好きな言葉は「一期一会」[1]。
- 好きな歌手はチャットモンチー、RADWIMPS、YUI、いきものがかり、相対性理論。
- 憧れの芸能人は香里奈、堀北真希。
- サンフレッチェ広島のファンである。
- 趣味は空手、ピアノ、ダンス、書道。

## 出演

### 雑誌
- ピチレモン（2007年5月 - 2010年10月、学研）専属モデル

### SHOW
- Tokyo Fashion Collection（2014年）

### テレビドラマ
- 孤独のグルメ Season4 第12話（2014年9月24日、テレビ東京 ）  - 女性店員2 役

### WEBドラマ
- ピチレとクローバー物語（ピチレモンネット）大河内加奈 役

### CM
- 任天堂Wii用ゲームソフト バンダイナムコゲームス『ハッピーダンスコレクション』（2008年）